# رویداد جناح گپسان
رویداد جناح گپسان تلاشی ناکام برای تضعیف قدرت کیم ایل سونگ، رهبر کره شمالی در حدود سال ۱۹۶۷ بود. جناح گپسان گروهی از کهنه‌سربازان مبارزات ضد ژاپن در دهه‌های ۱۹۳۰ و ۱۹۴۰ بود که در ابتدا به کیم ایل سونگ نزدیک بوده‌است. در پی دومین کنفرانس حزب کارگران کره در ۱۹۶۶، این جناح به دنبال ایجاد اصلاحات اقتصادی، به چالش‌کشیدن کیش شخصیت کیم ایل سونگ و انتصاب رهبر آن پاک کوم چول به‌عنوان جانشین وی بود.
کیم ایل سونگ طی چند سخنرانی در جلسات حزبی این جناح را تأدیب کرد. او خواستار یک «نظام ایدئولوژیک یکپارچه» شد که بر شخصیت او متمرکز بود و اعضای حزب را علیه جناح گپسان گرد هم آورد. تا آوریل ۱۹۶۷، جناح‌گرایان از میان مردم ناپدید شده‌بودند. همین‌طور آن‌ها را از حزب اخراج کردند و به حومه شهر یا زندان فرستادند. پاک کوم چول یا خودکشی کرد یا اعدام شد و سایر اعضای کلیدی جناح نیز جان باختند. کیم ایل سونگ در آن زمان برادر و وارث خود، کیم یونگ جو را داشت. کیم یونگ جو نیز ده اصل برای استقرار یک نظام ایدئولوژیک یکپارچه را تدوین نمود. این مجموعه جدید از سیاست‌ها، حکومت کیم ایل سونگ را غیرقابل چالش کرد و کیش شخصیت او را گسترش داد تا سایر اعضای خانواده کیم را نیز تحت پوشش قرار دهد.
کیم جونگ ایل، پسر کیم ایل سونگ در پاکسازی‌ها شرکت کرد و سرپرستی اداره پروپاگاندا و آژیتاسیون که نخستین مسئولیت سیاسی محوله از سوی پدرش بود را بر عهده گرفت و راه را برای نقش پرنفوذتر خود در سیاست کشور هموار کرد و در نهایت جانشین پدرش شد.

## پیشینه
رویداد جناح گپسان نام خود را از منطقه گپسان در استان هامگیونگ جنوبی (استان ریانگ‌گانگ کنونی) برگرفته است که محل استقرار یک سازمان آزادیبخش زیرزمینی در طول مبارزات ضد ژاپن به نام کمیته عملیات گپسان بود. اعضای این گروه از نبرد کیم ایل سونگ علیه ژاپنی‌ها حمایت لجستیکی کردند. پس از آزادسازی کره، آن‌ها در صفوف گروه چریکی کیم از حزب کارگران کره شمالی به‌شمار می‌آمدند. ریشه‌های این گروه به‌قدری با فعالیت‌های کیم ایل سونگ گره خورده‌است که گاهی کل جناح چریکی را جناح «گپسان» می‌نامند. به تدریج، این جناح به دلیل اختلافات سیاسی از بقیه جناح چریک متمایز شد. کیم جناح‌های دیگر حزب را در یک‌سری پاکسازی در دهه ۱۹۵۰ برکنار کرده‌بود، به‌ویژه رویداد جناح اوت در ۱۹۵۶، اما جناح گپسان همچنان باقی ماند. پس از دومین کنفرانس حزب کارگران کره در ۱۹۶۶، جناح گپسان شروع به طرح نارضایتی‌های خود کرد.
این جناح سیاست‌های اقتصادی جدیدی را ارائه کرد که با مدل اقتصادی کیم ایل سونگ در تضاد بود. آن‌ها به‌ویژه با طرح پیونگ‌جین کیم برای توسعه همزمان اقتصاد و ارتش مخالف بودند و اقتصاد ملی را بر نیازهای ارتش ترجیح می‌دادند. همین‌طور آن‌ها صنایع سبک را بر صنایع سنگین ترجیح می‌دادند تا بودجه را از ارتش دور کرده و استاندارد زندگی مردم را بهبود بخشند. آن‌ها از حزب حاکم، حزب کارگران کره درخواست کردند که نقش خود در برنامه‌ریزی اقتصادی را به متخصصان اقتصاد، علم و مهندسی واگذار کند. این جناح همچنین طرفدار نظریه اقتصادی ارزش بود و از پذیرش یک نیمه ارز برای دهش انگیزه‌های مادی به کارگران حمایت می‌کرد.
مرکزیت مسئله اصلی بر این بود که چه کسی می‌تواند جانشین کیم ایل سونگ در مقام رهبر کره شمالی شود. کیم ایل سونگ برادر کوچکترش کیم یونگ جو را به‌عنوان جانشین مستعد خود معرفی کرده‌بود اما این مرد فاقد صلاحیت بوده‌است. به‌ویژه، او مانند چریک‌ها و اعضای گروه گپسان در مبارزه با ژاپنی‌ها شرکت نکرده‌بود. کیم یونگ جو به‌خاطر این موضوع توسط رهبر جناح گپسان، پاک کوم چول که در مناصب معاون نخست‌وزیر کشور و چهارمین عضو عالی‌رتبه حزب قرار گرفته‌بود، مورد انتقاد قرار گرفت. پاک از کیش شخصیت کیم ایل سونگ و نادیده‌گرفته‌شدن تجربه‌های افرادی مانند او که در جریان آزادی، فداکاری‌های بسیاری برای کشور کرده‌بودند، آزرده شد. پاک حامیان بانفوذ زیادی از جمله یی هیو سان، کیم تو مان، پاک یونگ گوک، هو سوک سون، کو هیوک، ها آنگ چون و ریم چون چو را جمع‌آوری کرد.
جناح گپسان به‌دنبال این بود که پاک را به‌عنوان جانشین کیم ایل سونگ معرفی کند. به‌عنوان یک حرکت اولیه، آن‌ها به کیم ایل سونگ کمک کردند تا کیم چانگ نام، یک نظریه‌پرداز برجسته سیاسی را پاکسازی کند؛ این عمل آن‌ها فقط برای بازکردن فضا برای پاک بود. اعضای جناح شروع به تمجید از سخنان پاک به‌عنوان «آموزه‌هایی» برابر با کیم ایل سونگ کردند. خاطرات اعضای اصلی جناح گپسان از اوایل دهه ۱۹۶۰ منتشر شد که با پاک تال در ۱۹۶۳ شروع و به‌دنبال آن توسط یی جه سان، برادر یی هیو سان در ۱۹۶۴ انتشار یافت. در آلبومی از سال ۱۹۶۴ عکس‌های پاک تال و پاک کوم چول در کنار عکس کیم ایل سونگ چاپ شده‌بود. زمانی که چوی چائه ریون، همسر پاک کوم چول درگذشت، کیم تو مان که سرپرست اداره پروپاگاندا و آژیتاسیون حزب بود، اثری به نام «کردار صمیمیت» را تولید کرد که ارادت او به همسرش را به تصویر می‌کشید. کیم ایل سونگ آن را رد کرد و تلویحاً گفت او وفاداری نابجا را نشان می‌دهد. کیم تو مان زادگاه پاک کوم چول را نیز بازسازی کرد. گویا در حالی که انتشار مطالب تبلیغاتی در مورد کیم ایل سونگ نادیده گرفته‌شده‌بود، یک بیوگرافی غیرمجاز در مورد پاک ساخته شد. این اقدامات به‌عنوان نهایت بی‌وفایی نسبت به کیم ایل سونگ تلقی گشت.
طولی نکشید که پاک کوم چول توسط چو یونگ گون، رئیس کمیته دائمی مجمع عالی خلق، به گسترش «ایده‌های فئودالی، کنفوسیوسی» محکوم شد. همین‌گونه متهم شد که از خط نظامی حزب حمایت نمی‌کند؛ او آشکارا شعار «یک در برابر صد» کیم ایل سونگ را به سخره گرفت و به این نتیجه رسید که تفسیر تحت‌اللفظی آن نمی‌تواند درست باشد. گفته می‌شد طرح‌های تولیدی که مسئولیت آن‌ها را پاک بر عهده داشت، محقق نشدند. پاک متهم بود که اعضای قدیمی کمیته عملیات گپسان را در مناصب مهم ارتقاء داده‌است. همچنین ادعا شد که این جناح فامیل‌گرا و منطقه‌گرا بوده‌است. یی هیو سان، متحد پاک و مدیر اداره کل امور کره جنوبی، به‌دلیل شکست عملیات‌های مخفیانه در کره جنوبی مقصر شناخته شد. علاوه بر این، گفته می‌شود که زیردست او ریم چون چو، عملیات کره جنوبی را نادیده گرفته‌است تا بر روی انتشار یک رمان تمرکز کند. همچنین اظهار شد که جناح‌گرایان، «تجدیدنظرطلب» هستند و مردم را مجبور به خواندن ادبیات «فئودالیستی» از زمان سلسله چوسان می‌کنند. همه این اقدامات، بدون تأیید کیم ایل سونگ به‌عنوان اقداماتی جدی برای تضعیف کیش شخصیت و اقتدار او تلقی می‌شد. این جناح نیز برخلاف خط حمایت کیم از مسکو، طرفدار چین بود.

## رویداد
کیم ایل سونگ عقاید و اقدامات جناح گپسان را تهدیدی برای حکومت و دولت خود می‌دانست. کیم در مارس ۱۹۶۷ طی یک سخنرانی با عنوان «بهبود فعالیت حزبی و اجرای تصمیمات کنفرانس حزب» به اعضای فراکسیون گپسان هشدار داد و آن‌ها را به انجام «اعمال قهرمانانه جداگانه» متهم کرد. راه حل کیم برای این مشکل یک «نظام ایدئولوژیک یکپارچه» بود که حزب را در گرداگرد او متمرکز می‌ساخت. همچنین کیم به دیگر مقامات حزب هشدار داد که با جناح‌گرایان همراه نشوند. اعضای جناح به هشدارهای او توجهی نکردند و مسیر خود را ادامه دادند. کیم در یک جلسه محرمانه برای حذف جناح گپسان از اعضای وفادار حزبش اجازه گرفت. این امر موجب تصفیه وسیعی از اعضای واقعی و احتمالی جناح شد. در پانزدهمین پلنوم کمیته مرکزی چهارم حزب کارگران کره، در ۴ تا ۸ آوریل، کیم بیش از ۱۰۰ عضو جناح را به‌طور رسمی از حزب اخراج کرد. پاک کوم چول برای کار در یک کارخانه در حومه شهر فرستاده‌شد. او در مه ۱۹۶۷ یا اعدام شد یا خودکشی کرد. برخی دیگر به جرم و جنایت متهم شدند و از انظار عمومی ناپدید گشته و به اردوگاه‌های زندان فرستاده شدند. همین‌طور یی هیو سان، کیم تو مان، پاک یونگ گوک و هو سوک سون به اعدام محکوم شدند.
در ۲۵ ماه مه، کیم ایل سونگ برای دستگاه‌های ایدئولوژیک حزب سخنرانی کرد که عنوان آن «وظایف فوری در جهت فعالیت‌های تبلیغی حزب» بود. این سخنرانی که احتمالاً مهم‌ترین سخنرانی او بود، به «تعلیمات ۲۵ مه» معروف گشت و به ابزاری سیاسی برای حامیان کیم تبدیل شد تا عناصر جناحی را در حزب را افشا کنند. تأثیر آن سخنرانی چنان عمیق بود که سونگ هی رانگ، خواهر زن کیم جونگ ایل، ۲۵ مه را به‌عنوان «روزی که همه چیز در کره شمالی تغییر کرد» توصیف کرد. محقق فئودور ترتیتسکی اهمیت آن را با الغای برده‌داری در آمریکا در ۱۸ دسامبر ۱۹۶۵، قانون تفویض اختیارات آلمان در ۲۴ مارس ۱۹۳۳ و گزارش محرمانه نیکیتا خروشچف برای تاریخ شوروی مقایسه می‌کند. علی‌رغم اهمیت آن، این سخنرانی هیچ‌گاه علنی نشد و به دسترسی اعضای حزب کارگران کره محدود گشت. در سالنامه مرکزی کره در ۱۹۶۸ مختصراً به این سخنرانی اشاره شده‌است: «۲۵ مه ۱۹۶۷ – رفیق محترم کیم ایل سونگ در جمعی از کارگران ایدئولوژیک حزب با عنوان «وظایف فوری در جهت فعالیت‌های تبلیغی حزب» سخنرانی کرد.» پس از آن، برای چندین دهه—تا زمان کیم جونگ ایل—این سخنرانی نه با نام ذکر می‌شد و نه نقل قول شد. این سخنرانی گاهی اوقات با سخنرانی دیگری با نام «مسئله گذار از سرمایه‌داری به سوسیالیسم و دیکتاتوری پرولتاریا» اشتباه گرفته می‌شود که تاریخ مشابهی دارد و به‌طور گسترده در دسترس است. به‌گفته تریتیسکی در مورد سخنرانی تعلیمات ۲۵ مه که در دسترس نیست، محتوای آن را می‌توان به‌طور دقیق از شرح حال رسمی کیم ایل سونگ در سال ۲۰۰۸ استنباط کرد:
در سخنرانی ۲۵ مه ۵۶امین سال دوران جوچه (۱۹۶۷)، رهبر بزرگ با بیان اینکه سم ایدئولوژیک عناصر بورژوازی و تجدیدنظرطلب، ایدئولوژی بورژوازی، ایدئولوژی تجدیدنظرطلب، ایدئولوژی فلانکیسم و اندیشه‌های فئودالی، کنفوسیوسی و منسیوسی است، خاطرنشان کردند: این اندیشه‌ها ریشه در ایدئولوژی اصلی آن‌ها دارد. این زهر ایدئولوژیک برای چندین سال بدون مراقبت باقی ماند و بنابراین تلاش برای پاکسازی آن نیز زمان زیادی طول خواهد کشید و باید به‌طور پیوسته و قوی انجام شود. همچنین رهبر تعلیم دادند: در این مبارزه باید مراقب روش‌های اجرایی باشیم و ادغام آموزش ایدئولوژیک و مبارزه ایدئولوژیک را به‌طور کامل انجام دهیم.
رهبر بزرگ، پیروان عناصر بورژوایی و تجدیدنظرطلب را به چند دسته تقسیم کرده و این دستورالعمل را تنظیم کردند که چون ما نتوانستیم نظام ایدئولوژیک واحد حزب و جهان‌بینی انقلابی را به درستی مستقر کنیم، کسانی که فکر می‌کردند همه چیز تحت فرمان رهبری درست است و کورکورانه [جناح‌گرایان] را دنبال می‌کردند، باید کاملاً آموزش ببینند و آن‌هایی که از نظر ایدئولوژیک دچار تزلزل بودند و با کمانچه‌شان می‌رقصیدند، باید از طریق مبارزه ایدئولوژیک اصلاح شوند.

رهبر بزرگ به همه کادرها و اعضای حزب دستور دادند تا به خوبی از ماهیت و پیامدهای زیانبار فعالیت مجرمانه عناصر بورژوا و تجدیدنظرطلب و ترفندهای حیله‌گرانه آن‌ها مطلع شوند و ضرورت، ماهیت، تکالیف و روش‌های اجرای نظام ایدئولوژیک یکپارچه حزب را به خوبی درک کنند.
ترتیتسکی تاریخ انتخاب کیم جونگ ایل را به‌عنوان جانشین در تاریخ سخنرانی می‌داند. کیم جونگ ایل به‌درستی در تحقیقات این جناح شرکت کرد. این وظیفه توسط کیم ایل سونگ به او محول شد. کیم جونگ ایل در آن زمان تنها ۲۶ سال داشت و این نخستین وظیفه رسمی بود که توسط پدرش به او سپرده شد. همین‌طور کیم جونگ ایل در پلنوم سخنرانی کرد و این اولین سخنرانی او به‌عنوان چهره‌ای از قدرت بود. او احتمالاً در ۲۵ مه یک سخرانی دیگر را ارائه کرد—«بیایید نظام ایدئولوژیک یکپارچه حزب را در میان مقاماتی که با امور خارجی سروکار دارند، محکم و استوار کنیم»—که دقیقاً همان تعلیمات ۲۵ مه پدرش بود. نام کیم جونگ ایل احتمالاً برای اولین بار در اسناد عمومی ذکر شد که نشان می‌دهد او از قبل در راه تبدیل‌شدن به وارث کیم ایل سونگ بوده‌است. شش ماه پس از پاکسازی، در یک جلسه برنامه‌ریزی‌نشده حزب، کیم ایل سونگ خواستار وفاداری در صنعت فیلم شد که با اثر «کردار صمیمیت» به او خیانت کرده‌بود. کیم جونگ ایل اعلام کرد که از عهده وظیفه خود برآمده و به این ترتیب فعالیت تأثیرگذار خود را در فیلم‌سازی آغاز کرد. کیم اداره سازماندهی و هدایت حزب را ترک کرد تا اداره پروپاگاندا و آژیتاسیون را که در این حادثه خدشه‌دار شده‌بود، تصاحب کند. او از ایجاد یک ایدئولوژی یکپارچه که تنها حول محور پدرش متمرکز بود، حمایت کرد. کیم خواستار برگزاری کنفرانسی یک‌ماهه از فیلم‌سازان شد تا با پاکسازی صنعت فیلم‌سازی کشور از «سم» جناح گپسان، آن را دوباره جهت‌دهی کند. در ۱۹۶۹، پاکسازی‌ها به پایان رسید.

## پیامد و میراث

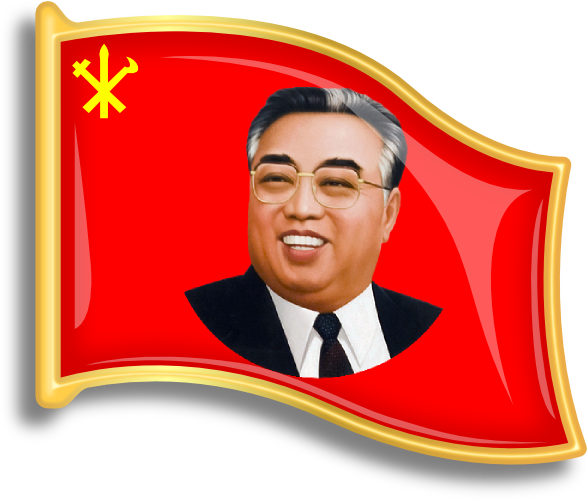
یک نشان سینه مدرن کیم ایل سونگ

از قول محقق لیم جائه چئون، رویداد جناح گپسان، «یک نقطه عطف در سیاست کره شمالی» بود. این رویداد آخرین چالش بااعتبار در برابر موقعیت کیم ایل سونگ را رقم زد. هنگامی که جناح گپسان حذف شد، کنترل کیم بر قدرت سخت‌تر شد و کیش شخصیت او تشدید گشت. در پی آن تبلیغاتی مشابه آنچه در طول انقلاب فرهنگی چین رخ داد، افزایش یافت. نشان‌های کیم ایل سونگ معرفی و نقل قول از کیم در جلسات عمومی اجباری شد. تمام کتاب‌هایی که تا آن زمان منتشر شده‌بودند برای تصحیح مورد بررسی قرار گرفتند و بسیاری از کتاب‌ها سوزانده شدند. بلافاصله پس از این رویداد، کیم یونگ جو، برادر کیم ایل سونگ، فرمان خود را در ده اصل تأثیرگذار برای استقرار یک نظام ایدئولوژیک یکپارچه مدون کرد. کیم ایل سونگ در ۱۶ دسامبر ۱۹۶۷ طی یک سخنرانی در مجمع عالی خلق با عنوان «بیایید روحیه انقلابی استقلال‌طلبی، خودکفایی و دفاع از خود را در تمامی شاخه‌های فعالیت کشوری به‌طور کامل تجسم کنیم» این اصول را برای عموم اعلام کرد. همین‌طور پس از این رویداد، کلمه کره‌ای سوریونگ که برای رهبر هر گروهی یا برای لنین یا استالین استفاده می‌شد، منحصراً برای کیم ایل سونگ به‌کار رفت.
سخنرانی ۲۵ مه کیم در تثبیت موقعیت تئوریک خود که از چین یا اتحاد جماهیر شوروی متمایز بود، تأثیر داشت و به او استقلال سیاسی از دو قدرت بزرگ سوسیالیستی را اعطاء کرد. از طرفی ایدئولوژی سیاسی جوچه او به تدریج شروع به رشد کرد. همین‌طور خط سیاسی پیونگ‌جین او که به‌معنای امتیاز بیشتر ارتش نسبت به اقتصاد بود، تثبیت گشت. به‌دنبال جایگزینی پرسنل، سیاست کره شمالی در قبال کره جنوبی نیز سخت‌تر شد.
با سقوط جناح گپسان، کیم ایل سونگ به کانون اصلی تاریخ‌نگاری کره شمالی تبدیل شد. نقش او در دوران آزادی تا حد افسانه اغراق‌آمیز بود. از سوی دیگر، تجربیات سایر مبارزان چریکی دیگر به‌صورت عمومی به یاد آورده نمی‌شد. به‌عنوان مثال، کیم جونگ ایل خاطرات جنگ توطئه‌گران را از مجموعه محبوبی به نام خاطرات چریک‌های ضد ژاپن حذف کرد. خود کیم جونگ ایل در کنار پدرش در مرکز زندگی سیاسی قرار گرفت. همچنین کیش شخصیت روی سایر اعضای خاندان کیم نیز متمرکز شد. اولین شخصیتی که کیش شخصیت به آن تعمیم داده‌شد، مادر کیم ایل سونگ، کانگ پان سوک بود. در ژوئیه ۱۹۶۷، آهنگی با عنوان «مادر کره» در ستایش او منتشر شد. همین‌گونه در ژوئیه و سپتامبر، رودونگ سینمون مقالاتی در ستایش کانگ منتشر کرد. در سپتامبر، اتحادیه بانوان سوسیالیست شاهد کمپینی برای تقلید از کانگ بود. در ۱۹۶۸، کیش شخصیت در کره شمالی تکمیل شد.
به‌عنوان یکی دیگر از مسائل خانوادگی، کیم ایل سونگ تمایلی نداشت به دخترش کیم کیونگ هوی اجازه دهد با جانگ سونگ تائک، پسر خانواده‌ای با سنت‌های انقلابی ازدواج کند، اعتباری که اکنون دیگر به‌عنوان یک مزیت تلقی نمی‌شود. این دو در ۱۹۷۲ ازدواج کردند، اما گذشته جانگ نمی‌توانست به‌طور عمومی مورد بحث قرار گیرد. میراث رویداد جناح گپسان از طریق جانگ به دوران کیم جونگ اون منتقل شد. جانگ در طی پاکسازی‌ها در ۲۰۱۳ اعدام شد. کیم جونگ اون، مانند پدربزرگش کیم ایل سونگ، سیاست نظامی–اقتصادی خود را پیونگ‌جین نامید و ده اصل برای استقرار یک نظام ایدئولوژیک یکپارچه برای انتساب به کیم جونگ اون، به‌صورت امروزی درآمد. استفان هاگارد نتیجه می‌گیرد که در حالی که «خط پیونگ‌جین کیم جونگ اون دقیقاً با کیم ایل سونگ نیست و جانگ سونگ تائک جناح گپسان نیست... پویایی‌های زیربنایی تا حدودی مشابه به نظر می‌رسند: چالش‌های سیستم رهبری نه تنها با پاکسازی، بلکه با توجیهات ایدئولوژیک مهم برای پیوستگی و اطاعت مواجه می‌شود.»

### واژه‌نامه
1. ↑  کره‌ای: 갑산파; gabsanpa
2. ↑  کره‌ای: 갑산공작위원회; gabsangongjag-wiwonhoe
3. ↑  کره‌ای: 병진; byeongjin
4. ↑  کره‌ای: 리효순; lihyosun
5. ↑  کره‌ای: 김도만; gimdoman
6. ↑  کره‌ای: 하앙천; haangcheon
7. ↑  کره‌ای: 임춘추; imchunchu
8. ↑  کره‌ای: 김창남; gimchangnam
9. ↑  کره‌ای: 박달; bagdal
10. ↑  کره‌ای: 이제순; ijesun
11. ↑  کره‌ای: 선전선동부; seonjeonseondongbu
12. ↑  کره‌ای: 일편단심; ilpyeondansim
13. ↑  کره‌ای: 최용건; choeyong-geon
14. ↑  کره‌ای: 대남공작기구; daenamgongjaggigu
15. ↑  کره‌ای: 조선중앙년감; joseonjung-angnyeongam
16. ↑  کره‌ای: 조선로동당 조직지도부; joseonlodongdang jojigjidobu
17. ↑  کره‌ای: 임재천; imjaecheon
18. ↑  کره‌ای: 수령; sulyeong
19. ↑  کره‌ای: 조선의 어머니; joseon-ui eomeoni
20. ↑  کره‌ای: 김경희; gimgyeonghui

### ارجاع‌ها
1. ↑  Hoare، "Kapsan Faction"، 200.
2. ↑  Lim، Kim Jong-il's Leadership of North Korea، 37.
3. ↑  Seth، North Korea: A History، 113.
4. ↑  Lim، Kim Jong-il's Leadership of North Korea، 37.
5. ↑  Armstrong، The North Korean Revolution, 1945–1950، 22.
6. ↑  Lim، Leader Symbols and Personality Cult in North Korea، 47.
7. ↑  Lim، Kim Jong-il's Leadership of North Korea، 37.
8. ↑  Jae-Jung Suh، Origins of North Korea's Juche، 97.
9. ↑  Sohn، "Power slipping through Kim Jong Un's fingers?".
10. ↑  Lim، Kim Jong-il's Leadership of North Korea، 37.
11. ↑  Person، "The 1967 Purge of the Gapsan Faction and Establishment of the Monolithic Ideological System".
12. ↑  Lim، Kim Jong-il's Leadership of North Korea، 38.
13. ↑  Easley، Japan and Asia's Contested Order، 125.
14. ↑  Person، "The 1967 Purge of the Gapsan Faction and Establishment of the Monolithic Ideological System".
15. ↑  Ahn، Thirty Years of Politics in North Korea، 20.
16. ↑  Cha and  Sohn, Exit Emperor Kim Jong-Il, 26.
17. ↑  Lim، Kim Jong-il's Leadership of North Korea، 40.
18. ↑  Lim، Kim Jong-il's Leadership of North Korea، 38.
19. ↑  Cha and  Sohn, Exit Emperor Kim Jong-Il, 26.
20. ↑  Lim، Kim Jong-il's Leadership of North Korea، 38.
21. ↑  Lim، Kim Jong-il's Leadership of North Korea، 38.
22. ↑  Cha and  Sohn, Exit Emperor Kim Jong-Il, 26.
23. ↑  Lim، Kim Jong-il's Leadership of North Korea، 39.
24. ↑  Cha and  Sohn, Exit Emperor Kim Jong-Il, 26.
25. ↑  Lim، Kim Jong-il's Leadership of North Korea، 38.
26. ↑  Person، "The 1967 Purge of the Gapsan Faction and Establishment of the Monolithic Ideological System".
27. ↑  Lim، Kim Jong-il's Leadership of North Korea، 39.
28. ↑  Tertitskiy، Transition to Absolute Autocracy in North Korea، 84.
29. ↑  Lim، Kim Jong-il's Leadership of North Korea، 39.
30. ↑  Myers، North Korea's Juche Myth، 95.
31. ↑  Person، "The 1967 Purge of the Gapsan Faction and Establishment of the Monolithic Ideological System".
32. ↑  Lim، Kim Jong-il's Leadership of North Korea، 39.
33. ↑  Ra، Inside North Korea's Theocracy، 35.
34. ↑  Myers، North Korea's Juche Myth، 52, 95.
35. ↑  Lim، Kim Jong-il's Leadership of North Korea، 39.
36. ↑  Ra، Inside North Korea's Theocracy، 35.
37. ↑  Lim، Kim Jong-il's Leadership of North Korea، 39.
38. ↑  Lim، Kim Jong-il's Leadership of North Korea، 40.
39. ↑  Lim، Kim Jong-il's Leadership of North Korea، 39.
40. ↑  Tertitskiy، Transition to Absolute Autocracy in North Korea، 84.
41. ↑  Hamm، Arming the Two Koreas: State, Capital and Military Power، 143.
42. ↑  Tertitskiy، Transition to Absolute Autocracy in North Korea، 84.
43. ↑  Emiko and  Leo, Transformation of the Intimate and the Public in Asian Modernity, 20–21.
44. ↑  Ra، Inside North Korea's Theocracy، 34.
45. ↑  Daily Report، Daily Report. East Asia. Index، 17.
46. ↑  Hamm، Arming the Two Koreas: State, Capital and Military Power، 143.
47. ↑  Tertitskiy، Transition to Absolute Autocracy in North Korea، 84.
48. ↑  Lim، Kim Jong-il's Leadership of North Korea، 40.
49. ↑  Lim، Kim Jong-il's Leadership of North Korea، 39.
50. ↑  Myers، North Korea's Juche Myth، 95.
51. ↑  Person، "The 1967 Purge of the Gapsan Faction and Establishment of the Monolithic Ideological System".
52. ↑  Lim، Kim Jong-il's Leadership of North Korea، 39.
53. ↑  Cha and  Sohn, Exit Emperor Kim Jong-Il, 27.
54. ↑  Myers، North Korea's Juche Myth، 97.
55. ↑  Tertitskiy، Transition to Absolute Autocracy in North Korea، 83.
56. ↑  Review، "A Quarterly Journal for the Study of Communism and Communist Countries [Issues 16–27]"، 32.
57. ↑  Person، "The 1967 Purge of the Gapsan Faction and Establishment of the Monolithic Ideological System".
58. ↑  Ra، Inside North Korea's Theocracy، 34.
59. ↑  Lynn، Bipolar Orders: The Two Koreas since 1989، 100.
60. ↑  Person، "The 1967 Purge of the Gapsan Faction and Establishment of the Monolithic Ideological System".
61. ↑  Lim، Kim Jong-il's Leadership of North Korea، 39.
62. ↑  Lim، Kim Jong-il's Leadership of North Korea، 39.
63. ↑  Tertitskiy، "The 1967 speech that set North Korean totalitarianism in stone".
64. ↑  Cha and  Sohn, Exit Emperor Kim Jong-Il, 27.
65. ↑  Lim، Kim Jong-il's Leadership of North Korea، 39.
66. ↑  Tertitskiy، Transition to Absolute Autocracy in North Korea، 85.
67. ↑  Tertitskiy، Transition to Absolute Autocracy in North Korea، 82.
68. ↑  Tertitskiy، "The 1967 speech that set North Korean totalitarianism in stone".
69. ↑  Tertitskiy، "The 1967 speech that set North Korean totalitarianism in stone".
70. ↑  Tertitskiy، Hunting for Kim Il-sung's 'May 25th Instructions'.
71. ↑  Tertitskiy، Hunting for Kim Il-sung's 'May 25th Instructions'.
72. ↑  Tertitskiy، "The 1967 speech that set North Korean totalitarianism in stone".
73. ↑  Tertitskiy، Hunting for Kim Il-sung's 'May 25th Instructions'.
74. ↑  Lim، Kim Jong-il's Leadership of North Korea، 40.
75. ↑  Tertitskiy، Transition to Absolute Autocracy in North Korea، 87.
76. ↑  Cha and  Sohn, Exit Emperor Kim Jong-Il, 28.
77. ↑  Lim، Leader Symbols and Personality Cult in North Korea، 48.
78. ↑  Lim، Kim Jong-il's Leadership of North Korea، 40.
79. ↑  Cha and  Sohn, Exit Emperor Kim Jong-Il, 29.
80. ↑  Encyclopaedia Britannica, “Korea”, 462A.
81. ↑  Lim، Kim Jong-il's Leadership of North Korea، 39.
82. ↑  Seth، North Korea: A History، 114.
83. ↑  Lim، Kim Jong-il's Leadership of North Korea، 39.
84. ↑  Seth، North Korea: A History، 114.
85. ↑  Lim، Kim Jong-il's Leadership of North Korea، 39.
86. ↑  Person، "The 1967 Purge of the Gapsan Faction and Establishment of the Monolithic Ideological System".
87. ↑  Lim، Kim Jong-il's Leadership of North Korea، 40.
88. ↑  Lim، Kim Jong-il's Leadership of North Korea، 39.
89. ↑  Myers، North Korea's Juche Myth، 96.
90. ↑  Person، "The 1967 Purge of the Gapsan Faction and Establishment of the Monolithic Ideological System".
91. ↑  Myers، North Korea's Juche Myth، 105.
92. ↑  Hamm، Arming the Two Koreas: State, Capital and Military Power، 143.
93. ↑  Ra، Inside North Korea's Theocracy، 34.
94. ↑  Lim، Kim Jong-il's Leadership of North Korea، 44.
95. ↑  Lim، Kim Jong-il's Leadership of North Korea، 40.
96. ↑  Lim، Kim Jong-il's Leadership of North Korea، 39.
97. ↑  Lim، Leader Symbols and Personality Cult in North Korea، 48.
98. ↑  Lim، Kim Jong-il's Leadership of North Korea، 40.
99. ↑  Lim، Leader Symbols and Personality Cult in North Korea، 48.
100. ↑  Ra، Inside North Korea's Theocracy، 34.
101. ↑  Ra، Inside North Korea's Theocracy، 59.
102. ↑  Ra، Inside North Korea's Theocracy، 36.
103. ↑  Haggard، "Monolithic Ideological System Update".